# Cyrtocarpa
Cyrtocarpa is een geslacht uit de pruikenboomfamilie (Anacardiaceae). De soorten uit het geslacht komen voor van in Mexico tot in tropisch Zuid-Amerika.

## Soorten
- Cyrtocarpa caatingae J.D.Mitch. & Daly
- Cyrtocarpa edulis (Brandegee) Standl.
- Cyrtocarpa kruseana R.M.Fonseca
- Cyrtocarpa procera Kunth
- Cyrtocarpa velutinifolia (R.S.Cowan) J.D.Mitch. & Daly

... · 
Anacardium · 
Bouea · 
Buchanania · 
Cotinus · 
Mangifera · 
Pistacia (Pistache) · 
Protorhus · 
Rhus · 
Schinus · 
Sclerocarya · 
Sorindeia · 
Spondias · 
Toxicodendron · 
...